# 星里もちる
星里 もちる（ほしさと もちる、1961年1月1日 - ）は、日本の漫画家。福岡県北九州市出身。男性。

## 略歴
アニメーションの撮影助手、みなづき由宇のアシスタントなどを経て、1986年に『危険がウォーキング』でデビュー。1980年代は『プチアップルパイ』『少年キャプテン』など、徳間書店のマニア向け少年漫画誌で活動していた。
初期はロリコン漫画ブームの流れを汲むドタバタラブコメ作品を得意としていたが、青年向けホームドラマコメディ作品の『いきばた主夫ランブル』が小学館の編集者の目にとまる。1989年、『ビッグコミックスピリッツ』連載の『ハーフな分だけ』で本格的に青年誌へ転じ、1990年連載開始の『りびんぐゲーム』で人気を博す。以降は小学館『ビッグコミック』系青年誌を中心に活動し、1970年代の松木ひろし脚本作品を思わせるホームドラマコメディと内向的でリアルなドラマを往復、または両者が入り混じった作風が特徴となる。
代表作は『りびんぐゲーム』『夢かもしんない』『本気のしるし』『ルナハイツ』など。ラジオ番組「コサキン」のリスナーで、『いきばた主夫ランブル』などの初期作品内でコサキンネタを匂わせるようなシーンがある。また、『危険がウォーキング』の頃からアイドル女優とテレビドラマ好きを公言しており、デビュー当時は斉藤由貴や酒井法子のファンだった。
2005年と2006年に『ルナハイツ』が実写映画化され、2019年には『本気のしるし』もテレビドラマ化される。同作を再編集した『本気のしるし〈劇場版〉』は、第73回カンヌ国際映画祭「Official Selection 2020」に選出された。

## 作品リスト

### 漫画作品
- 危険がウォーキング（1986年 - 1989年、徳間書店、全4巻 ／2001年、エンターブレインより再版、全3巻）
- かくてる♡ポニーテール（1986-1987年、『週刊少年宝島』連載、徳間書店、全1巻 ／2014年、復刊ドットコムより再版、全1巻）
- いきばた主夫ランブル（1989年、徳間書店、全1巻 ／2003年、エンターブレインより再版、全1巻）
- わずかいっちょまえ（1991年、徳間書店、全1巻 ／2003年、エンターブレインより再版、全1巻）
- ハーフな分だけ（1989年、小学館、全2巻 ／1999年、小学館より全1巻で再版）
- りびんぐゲーム（1990年 - 1993年、小学館、全10巻）
- テールライト（1992年、小学館、短編集『あっちもこっちも』に収録）
- ツインビーンズ（1992年 - 1993年、小学館、『オムライス』第5巻に併録）
- 朝まで待てない（1993年、小学館、短編集『あっちもこっちも』に収録）
- 結婚しようよ（1994年 - 1995年、小学館、全6巻）
- カントリーロード（1995年、小学館、短編集『あっちもこっちも』に収録）
- 夢かもしんない（1996年 - 1997年、小学館、全5巻）
- オムライス（1998年 - 2000年、小学館、全5巻）
- 本気のしるし（2000年 - 2003年、小学館、全6巻）
- 気になるヨメさん（2002年、小学館、全2巻）
- 最も危険な人物（2003年、小学館、短編集『あっちもこっちも』に収録）
- ルナハイツ（2003年 - 2004年、小学館、全4巻）
- パパ!あっちもこっちも（2003年 - 2004年、小学館、短編集『あっちもこっちも』に収録）
- 怪獣の家（2004年 - 2005年、小学館、全2巻）
- パパと呼ばれたい（2007年、小学館、短編集『あっちもこっちも』に収録）
- 道草探検隊（2007年、小学館、短編集『あっちもこっちも』に収録）
- スイーツメモリーズ（2008年、小学館、短編集『あっちもこっちも』に収録）
- 光速シスター（2008年 - 2014年、『ビッグコミックスペリオール』不定期連載、小学館、全3巻）
- 星里もちる短編集 あっちもこっちも（2013年、小学館、短編集）
- 夜のスニーカー（2009年 - 2010年、集英社、全1巻）
- 晴れた日に遠くが見える（2009年、小池書院『大阪芸術大学大学漫画 Vol.12』掲載、『夜のスニーカー』に併録）
- ハルコの晴れの日（2010年 - 2012年、『まんがタイムオリジナル』、芳文社、全2巻）
- ちゃんと描いてますからっ!（2010年 - 2013年、『月刊COMICリュウ』、徳間書店、全4巻） - 一時期、同誌公式ウェブサイト上で連載。
- 週刊マンガ日本史第46号『野口英世』（2010年、朝日新聞出版）
- やさしく!ぐーるぐる真紀（2014年 - 2018年、『月刊COMICリュウ』、徳間書店、全3巻）
- セルと羽根ぼうき（2019年 - 、『モバMAN』配信連載、小学館、既刊3巻） - 単行本は電子書籍のみ。

### コミックエッセイ
- モチはモチ屋（2000年、毎日コミュニケーションズ、全1巻）

### 挿絵
- ロマンシア（1987年、JICC出版局、全1巻）

## 師匠
- ものたりぬ

## アシスタント
- ちくやまきよし（岸山直）
- 菊池直恵